# Tadeusz Ostaszewski (pisarz)
Tadeusz Ostaszewski (ur. 2 stycznia 1929 w Białymstoku, zm. 8 kwietnia 2017) – polski publicysta, dziennikarz i pisarz tworzący powieści kryminalne i sensacyjne.

## Życiorys
Od 1932 mieszkał w Mszczonowie koło Warszawy, gdzie spędził lata wojny i okupacji. W 1945 zamieszkał w Mrągowie, skąd później przeniósł się do Olsztyna. Ukończył studia prawnicze na Uniwersytecie Mikołaja Kopernika w Toruniu, uzyskując stopień doktora nauk humanistycznych. Był również słuchaczem rocznego studium dziennikarskiego ukończonego w 1955. 
Po wojnie zatrudniony w starostwie powiatowym w Mrągowie, potem na różnych stanowiskach w urzędzie wojewódzkim w Olsztynie (1949-1954). W 1954 podjął pracę jako dziennikarz w redakcji regionalnego dziennika "Głos Olsztyński" (do 1957), następnie w tygodniku "Panorama Północy" (1958-1973) i w dzienniku "Gazeta Olsztyńska" (1973-1982). Od 1986 członek Związku Literatów. W 1977 otrzymał nagrodę prezesa RSW "Prasa"; odznaczony też Krzyżem Kawalerskim Orderu Odrodzenia Polski. 
Podczas licznych podróży odwiedził wiele krajów Europy i Afryki Zachodniej. W twórczości używał pseudonimów Tadeusz Rajski i Rajmund Oset. 
Literacko zadebiutował w 1955 opowiadaniem Wiosna opublikowanym na łamach "Głosu Olsztyńskiego". Poza twórczością publicystyczną i reportażami pisał powieści zaliczane do literatury kryminalnej (nierzadko z występującą w tle problematyką niemiecką). W wielu z nich głównym bohaterem jest prowadzący śledztwo oficer milicji Tomasz Rajski. 
Zmarł 8 kwietnia 2017. 20 kwietnia 2017 został pochowany na cmentarzu komunalnym przy ul. Poprzecznej w Olsztynie.

## Twórczość beletrystyczna
- 1977 – Śmierć prokuratora Kanta[4] (Wydawnictwo Pojezierze)
- 1985 – Gdzie jest Małgorzata Doll?[5]
- 1998 – Babunia[6]

(Cykl, którego głównym bohaterem jest Tomasz Rajski:)
- 1972 – Kuźnia Szatana[7]
- 1974 – Cygaro marki "Prima"[8]
- 1979 – Tragiczny chrzest[9]
- 1983 – Kantorek Felicji[10]
- 1976 – Mgła[11]
- 1988 – Jak kot[12]